# Rabat-Salé-Zemmour-Zaer
Rabat-Salé-Zemmour-Zaer was tot 2015 een regio in Marokko. De hoofdstad was Rabat. De regio grenst met de klok mee aan de regio's Gharb-Chrarda-Béni Hsen, Meknès-Tafilalet, Chaouia-Ouardigha en aan de Atlantische Oceaan. Rabat-Salé-Zemmour-Zaer had een oppervlakte van 9580 km² en heeft 2.366.494 inwoners (2004). In 2015 kwam het tot een fusie van de regio's Rabat-Salé-Zemmour-Zaer en Gharb-Chrarda-Béni Hsen waarbij de nieuwe regio Rabat-Salé-Kenitra werd gevormd.
De regio bestond uit een provincie en drie prefecturen*:
- Khémisset
- Rabat*
- Salé*
- Skhirat-Témara*

Naast Rabat, waren andere grote plaatsen in Rabat-Salé-Zemmour-Zaer:
- Aïn el Aouda
- Khémisset
- Sidi Bouknadel
- Sidi Yahya Zaer
- Skhirate
- Tiflet
- Témara

Huidige regio's: Béni Mellal-Khénifra · Casablanca-Settat · Dakhla-Oued Eddahab · Drâa-Tafilalet · Fès-Meknès · Guelmim-Oued Noun · Laâyoune-Sakia El Hamra ·  Marrakech-Safi · Oriental · Rabat-Salé-Kénitra · Souss-Massa · Tanger-Tétouan-Al Hoceïma

Oude regio's voor 2015: Chaouia-Ouardigha · Doukala-Abda · Fez-Boulmane · Gharb-Chrarda-Béni Hsen · Grand Casablanca · Guelmim-Es Semara · Laâyoune-Boujdour · Marrakech-Tensift-Al Haouz · Meknès-Tafilalet · Oriental · Oued ed Dahab-Lagouira · Rabat-Salé-Zemmour-Zaer · Souss-Massa-Daraâ · Tadla-Azilal · Tanger-Tétouan · Taza-Al Hoceïma-Taounate